# Il viaggio di Parvana
Il viaggio di Parvana (Parvana's Journey) è un libro della scrittrice canadese Deborah Ellis.

## Trama
La protagonista di questo libro è Parvana, una ragazza afghana a cui muore il padre durante il loro viaggio nei campi profughi in cerca del resto della propria famiglia. Durante il viaggio, la ragazza incontra tre nuovi compagni: Hassan.autonomamente, viene ritrovato da solo in un villaggio bombardato; Asif, un ragazzo scontroso e antipatico, viene trovato da Parvana in una piccola grotta, egli però sembra essere molto gentile e disposto con il piccolo, che accudisce e aiuta. Asif si unisce alla piccola combriccola e insieme partono alla ricerca dei genitori di Parvana ed un eventuale posto con cibo e acqua in abbondanza; dopo pochi giorni dalla partenza, i tre incontrano una nuova bambina, Leila. Essa abita in una piccola casa sporca, con la compagnia di una nonna molto anziana, che sembra essere sempre addormentata, vista la sua posizione perennemente rannicchiata. I bambini allora si insediano in questo posto che, dopo alcune fatiche, sembra rispecchiare lo splendido posto che Parvana chiama "La Verde Vallata". Infatti hanno acqua e cibo in abbondanza, che si rinnova in continuazione grazie ad un campo minato, il quale uccide chiunque passi sulla sua superficie, dando così doni ai bambini quali animali, camion carichi di provviste, ecc.
Presto però sentono gli aerei bombardare le colline vicine fino a quando una delle bombe cade proprio sul loro accampamento. Muore soltanto la nonna che non potendo camminare rimane da sola nella casetta. I bambini (Parvana, Hassan, Asif e Leila) si rimettono in cammino non potendo più rimanere in quel posto. Dopo giorni di interminabili cammini e con gli stomaci vuoti, trovano un campo profughi dopo aver assistito ad un bombardamento proprio davanti a loro. Così vengono assistiti per il minimo indispensabile per la sopravvivenza (dato che il numero dei bisognosi saliva man mano che i bombardamenti facevano feriti e morti) ma più di tutti Hassan, che viene adagiato in una culla dalla dottoressa. Per la disidratazione il piccolo rimane al campo, dove rimane al sicuro e al caldo. I bambini, intanto, si costruiscono un piccolo riparo al di fuori della struttura. Le persone senza riparo continuano ad aumentare, rendendo così la vita al campo più dura del previsto: l'acqua potabile inizia a scarseggiare, ci sono interminabili code senza esiti per le provviste e la tosse di Asif e Leila inizia a peggiorare, fino a quando, un giorno, degli aerei iniziano a sorvolare il campo creando paura e angoscia tra tutti. Subito però iniziano a cadere piccoli pacchetti gialli per tutto il perimetro, fin sopra al campo minato poco distante. A prima vista, nessuno prova a toccarli, ma dopo aver capito grazie a un bambino coraggioso che si trattava solamente di cibo, si crea un violento ammasso di persone che scalcia e grida pur di riuscire a prendere un pacchetto. Presto i pacchetti di cibo finiscono e gli unici rimanenti si trovano sul campo minato. Nessuno prova a scavalcare i fili di ferro che lo delimitano, tranne Leila, che entra nel campo minato. Leila aveva già avuto esperienze con campi minati, e dice di essere protetta dalla terra grazie a un piccolo rito che ogni giorno compiva. Questa volta però, la bambina viene colpita da una mina, attirando così una donna curiosa e preoccupata. Parvana, inginocchiata sulla bambina e sotto shock, riconosce il viso (attraverso il Burqa) della madre, abbracciandola. Il libro finisce così, con la madre, Parvana, Asif, la sorella Nooria e Hassan che si uniscono in una nuova famiglia.

## Edizioni
- Deborah Ellis, Il viaggio di Parvana, traduzione di Claudia Manzolelli, collana Rizzoli - Storie vere, Rizzoli, 2003,  p. 200, ISBN 88-17-02446-5.